# 雅克·别勒格林
雅克·别勒格林（Jacques Pellegrin，1944年6月17日—，普罗旺斯地区-艾克斯），现代法国艺术家，彩色写生画家。
法国艺术家
当代绘画大师
多次法国绘画金奖
普罗旺斯当代绘画大师之一

## 外部連結
- 雅克·别勒格林